# Allomyces neomoniliformis
Allomyces neomoniliformis är en svampart som beskrevs av Indoh 1940. Allomyces neomoniliformis ingår i släktet Allomyces och familjen Blastocladiaceae.   Inga underarter finns listade i Catalogue of Life.